# Pharoahe Monch

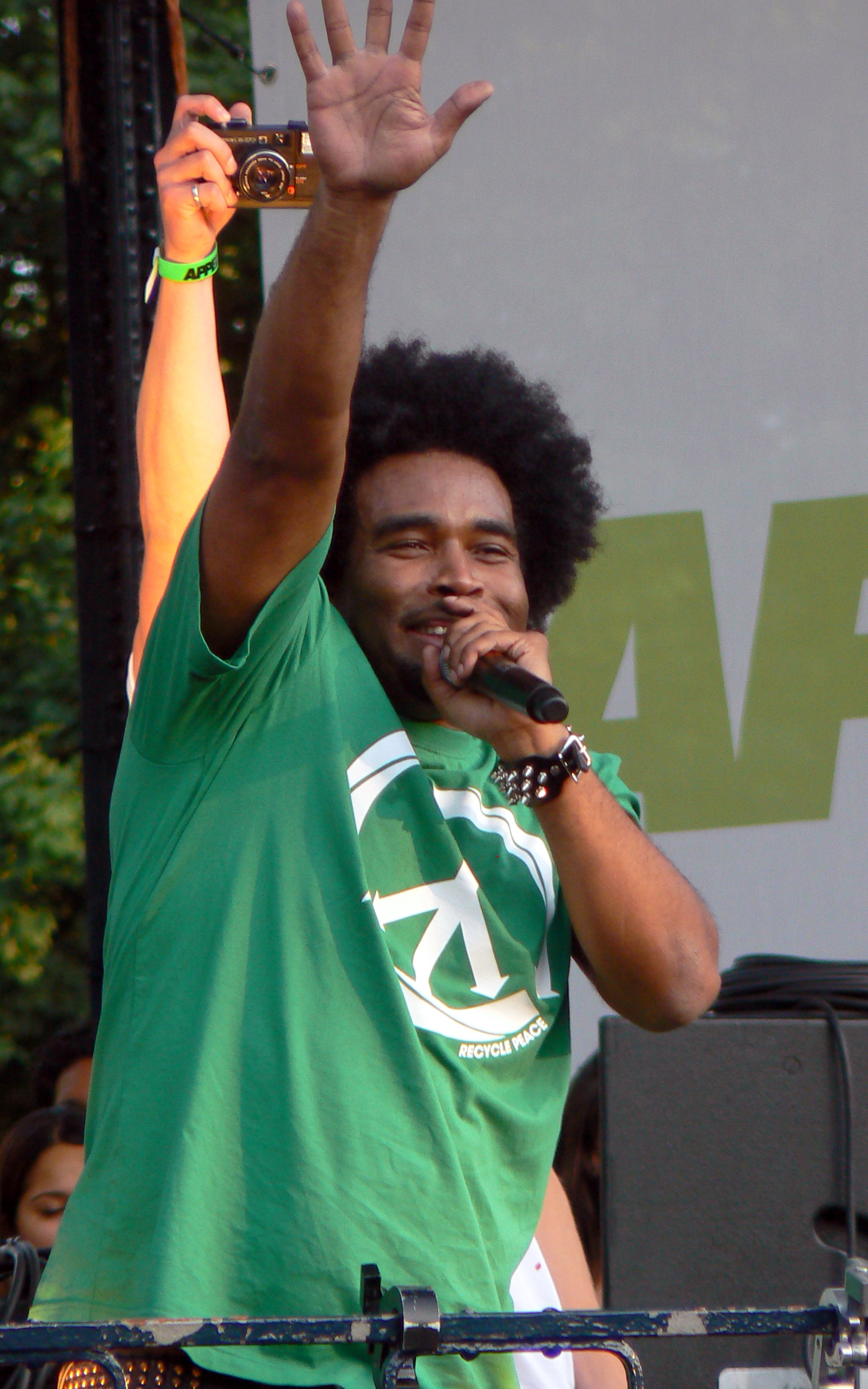
Pharoahe Monch, 2009.

Troy Donald Jamerson, mer känd under artistnamnet Pharoahe Monch, född 31 oktober, 1967 i Queens, New York, är en amerikansk hiphopartist.
Under 1990-talet utgjorde Pharoahe Monch tillsammans med Prince Po hiphopduon Organized Konfusion. De släppte tre studioalbum; självbetitlade Organized Konfusion (1991), Stress: The Extinction Agenda (1994) och The Equinox (1997).

## Diskografi

### Album
- 1999 – Internal Affairs
- 2007 – Desire
- 2011 – W.A.R. (We Are Renegades)
- 2014 – PTSD: Post Traumatic Stress Disorder